# Ања Поповић
Ања Поповић (Београд, 28. јун 1969) српска је филмска и телевизијска глумица.

## Биографија
Ања је рођена 28. јуна 1969. године у Београду, у Југославији. Дипломирала је глуму на Факултету драмских уметности у Београду. Прву улогу остварила је 1990. године у филму Почетни ударац. Позната је по улогама у бројним филмовима и серијама - Трећа срећа, Заборављени, Позориште у кући, Мој рођак са села. Добитница је Златне арене у Пули. Данас води драмски студио у Дому омладине у Београду где афирмише младе таленте.

## Филмографија
| Год.       | Назив                            | Улога                    |
| ---------- | -------------------------------- | ------------------------ |
| 1990.-те   |                                  |                          |
| 1990.      | Почетни ударац                   | Дебела девојка у болници |
| 1991.      | Заборављени                      | Дебела                   |
| 1991.      | The hottiest day of the year     |                          |
| 1993.      | Срећни људи                      | Кандидаткиња Јањић       |
| 1994.      | Вечита славина                   | Цветана                  |
| 1994.      | Два сата квалитетног ТВ програма | Луна Лу                  |
| 1994.      | Полицајац са Петловог брда       | Лела                     |
| 1995.      | Подземље                         | Мустафина жена           |
| 1995.      | Ориђинали                        | Ана „Ливада”             |
| 1995.      | Трећа срећа                      | Галина                   |
| 1996.      | Била једном једна земља          | Мустафина девојка        |
| 1997.      | Горе доле                        |                          |
| 2000.-те   |                                  |                          |
| 2000.      | Дорћол-Mенхетн                   | Мики                     |
| 2007.      | Позориште у кући                 | Рајка Мунгос             |
| 2008—2011. | Мој рођак са села                | Цица Катанић             |
| 2011.      | Парада                           | Ивана                    |
| 2015.      | Петља                            |                          |